# Butterfly Effect (canção)
"Butterfly Effect" (バタフライエフェクト) é um single da banda de rock japonesa SID, lançado em 10 de maio de 2017 pela Ki/oon Music.

## Promoção e lançamento
No dia 6 de abril, foi divulgado o novo visual da banda em promoção ao single e anunciaram as datas que a música seria disponibilizada digitalmente. Em 4 de maio, a iTunes Store iniciaria a pré-venda do single. No mesmo dia, a música seria disponibilizada no serviço de streaming Gyao! por tempo limitado, até 9 de maio.
"Butterfly Effect" foi lançado, fisicamente, em três edições: as limitadas A e B e a regular. As edições limitadas contaram com um DVD, sendo que o presente na A apresenta o videoclipe da faixa e seu making-of, e o da edição B conta com um vídeo de entrevista além do videoclipe. A edição regular conta apenas com o CD comum a todas as edições contendo duas faixas, "Butterfly Effect" e sua versão instrumental. No entanto, uma versão digital especial do iTunes também foi lançada contendo três faixas bônus não inéditas: "Mousou Nikki 2", "V.I.P" e "One way". Logo depois do lançamento do single, Sid realizou duas apresentações no Nippon Budokan nos dias 12 e 13 de maio.

## Videoclipe
O videoclipe de "Butterfly Effect", estrelado pela dançarina Aoi Yamada, leva o tema "infecção". Ele mostra uma colegial sendo infectada gradativamente conforme ouve a música andando pelas ruas de Shibuya, Tóquio.

## Desempenho comercial
Alcançou a décima terceira posição na Oricon Albums Chart semanal e ficou na parada por três semanas.

## Faixas
Todas as letras escritas por Mao. 
| Edição regular |                                           |                |         |  |
| N.º            | Título                                    | Música         | Duração |  |
| 1.             | "Butterfly Effect" (バタフライエフェクト) | Yūya           | 4:05    |  |
| 2.             | "Butterfly Effect" (Instrumental)         | Yūya           | 4:04    |  |
| Duração total: | Duração total:                            | Duração total: | 8:09    |  |

| Edição especial |                                           |                |         |  |
| N.º             | Título                                    | Música         | Duração |  |
| 1.              | "Butterfly Effect" (バタフライエフェクト) | Yūya           | 4:05    |  |
| 2.              | "Mousou Nikki 2" (妄想日記2)              | Shinji         | 3:52    |  |
| 3.              | "V.I.P"                                   | Aki            | 3:12    |  |
| 4.              | "One way"                                 | Aki            | 3:31    |  |
| 5.              | "Butterfly Effect" (Instrumental)         | Yūya           | 4:04    |  |
| Duração total:  | Duração total:                            | Duração total: | 18:45   |  |

## Créditos
- Mao – vocal
- Shinji – guitarra
- Aki – baixo
- Yūya – bateria